# Тангун
Тангу́н Ванго́м — легендарний засновник першої корейської держави Кочосон (Давній Чосон). В корейській міфології є внуком бога небес. Головна фігура корейського фундаційного міфу.

## Міф про Тангуна
Родовід Тангуна починається з небесного царя Хваніна (кор. 환인, 桓 因) (це ім'я також зустрічається в індійських буддійських текстах). У Хваніна був син Хванун, якому судилося жити на Землі серед долин і гір. Хванін спустив Хванун з трьома тисячами послідовників на гору Пектусан, де Хванун заснував божественне місто Сінсі (신시, 神 市). Потім він створив відомства хмар, дощу і вітер, придумав закони і почав навчати людей різних ремесел, сільського господарства та медицини.
У той час у печері тигр і ведмедиця молилися Хвануну, блгаючи дати їм людську подобу. Почувши їхні молитви, Хванун дав їм по 20 часточок часнику і стеблинки полину, наказавши їсти тільки цю їжу й уникати сонячного світла протягом 100 днів. За 20 днів тигр порушив обітницю й вийшов із печери, ведмедиця ж залишилась і перетворилась на жінку.
Жінка-ведмедиця (Унньо, 웅녀, 熊 女) постійно молилася Хвануну під священним деревом Сіндансу (신단수, 神 檀 树), прохаючи дати їй чоловіка. Хванун, дослухавшись до її молитов, узяв її за дружину, після чого у них народився син, якого назвали Тангун Вангом.
Тангун заснував місто Пхеньян і зробив його столицею свого королівства. Королівство отримало назву Чосон. Потім він переніс столицю в Асадаль на горі Пегак чи Ґунґол. За півтори тисячі років столиця була перенесена в Чанданген, а у віці 1908 років Тангун остаточно зробив столицею Асадаль, після чого став духом гір.

## Дати
Відповідно до «Самгук Юса» Тангун почав правити 2333 року до н. е., відповідно до опису в «Тонгук Тоннам» (1485) на 50 році правління китайського імператора Яо. Інші джерела наводять різні дати, проте всі вони відносять початок царювання Тангуна до часу правління Яо (2357 до н. е.-2256 до н. е.). За деякими джерелами Тангун прожив 1908 років, за іншими («Индже сиджу») — 1048.
До 1961 року літочислення в Південній Кореї називалося Тангі (단기, 檀 纪) і велося з 2333 до н. е.

## Інтерпретація
Міф про Тангуна вперше згадується в XIII столітті, у «Самгук Юса». Зараз це найбільш популярна і вивчена версія міфу.
У міфі про Тангуна простежуються як буддійські, так і шаманські елементи, властиві багатьом народам північно-східної Азії. Ведмідь присутній у багатьох міфах про заснування різних культур у Маньчжурії й на Далекому Сході Росії.

## Археологічні знахідки
У 1990-х роках КНДР оголосила про знахідку фрагментів Мавзолею Тангуна. Вчені кола західних країн скептично поставилися до знахідки, оскільки уряд країни не дозволив незалежні дослідження і тести.

## Тангун як релігія
Під час монгольських завоювань легенда про Тангуна відігравала важливу роль в консолідації нації. Косіндо (고신 도, 古 神道) — гілка корейського шаманізму, що вшановує Тангуна за бога.
Наприкінці XIX — початку XX століть на хвилі боротьби з японцями виник рух Теджонге (대종교, 大宗 敎), що був наступником Косіндо. Японці всіляко придушували його як один із проявів корейського націоналізму та ідеологію підпільного патріотичного руху. Теджонге і до цього дня має послідовників.